# Меркулова Галина Володимирівна
Галина Володимирівна Меркулова (1951, тепер Російська Федерація) — радянська державна діячка, новатор виробництва, бригадир штукатурів-малярів Владивостоцького домобудівного комбінату Приморського краю. Депутат Верховної ради Російської РФСР. Кандидат у члени ЦК КПРС у 1986—1989 роках. Член ЦК КПРС у 1989—1990 роках.

## Життєпис
У 1968—1976 роках — штукатур, штукатур-маляр, бригадир штукатурів-малярів будівельно-монтажного управління «Головвладивостокбуду» Приморського краю.
З 1976 року — бригадир штукатурів-малярів Владивостоцького домобудівного комбінату Приморського краю.
Член КПРС з 1976 року.
У 1981 році закінчила Артемовський індустріально-педагогічний технікум Приморського краю.
Потім — на пенсії.

## Нагороди і звання
- ордени
- медалі